# メンガタクワガタ属
メンガタクワガタ属 (メンガタクワガタぞく、Homoderus) は、コウチュウ目（鞘翅目）クワガタムシ科に属する分類群。中部アフリカに分布し、メンガタクワガタとグラディアトールメンガタクワガタの2種のみが属する。

## 特徴
オスの頭楯の上に相当する位置に発達する頭部の大きな衝立状のでっぱりが特徴的で、名前の元ともなっている。他のクワガタムシと同様、このでっぱりは大型のものほど発達し、オス同士に闘争の際に、相手の大アゴが自分の頭部を咬む事を防ぐ盾の役割をする。珍しい黄褐色の体色は太陽光線に含まれる熱線の吸収を穏やかにする適応の結果と思われる。また交尾の際に、オスがメスの背にのり、メスの頭部の前に交尾器を示してから普通の交尾姿勢に移ると言う不思議な観察例が複数ある。
メスは柔らかめの白色腐朽材の木質表面に、日本産のコクワガタと同じく（・）の様な明確な産卵痕を残して産卵する。幼虫は半年程で羽化するが、日本の環境では性成熟するまでに半年以上という長い休眠期間を要することが知られている。クワガタムシの飼育愛好家小島啓史は、羽化後３ヶ月経過して休眠状態にある雌雄の成虫を、白熱電球を使い直上から暖める事で活動を開始させ、交尾産卵させる事に成功し、1日以内の交尾で30卵以上産卵する事も確認した。一定以上の高温にさらされるまで繁殖行動を開始しない性質や、コクワガタに似た、湿度コントロールに向く産卵痕を築く性質は現地アフリカでの雨季・乾季の気候に適応した結果だと推察される。成虫・幼虫ともに高温多湿の環境を好むとされるが、幼虫はかなり期間乾燥にも耐えることができる。
採卵自体は難しくないが、性成熟までに長い時間を要する割には、性成熟後の寿命が短いため、管理が難しい。幼虫は菌糸ビンでの飼育も可能だが、20℃恒温での飼育では発酵マットでも大型個体の羽化が可能な事から、雨期の低温期を幼虫で過ごし、乾期の高温期に成虫が出現し、短期間に繁殖する種類である可能性が高い。

## 種
メンガタクワガタ Homoderus mellyi
黄褐色で、前胸背板の左右に2つまたは4つの黒斑がある。メスでは前胸背板ではオスと同様だが大きめの黒斑があり、前翅は黒地に鼈甲色の線が2本上下に延びる。属名と区別するため、メンガタ・メリーと呼ばれることがある
グラディアトールメンガタクワガタ H. gladiator
模様は大体前種と同様だが、赤みが強い。メスの前翅は全てが黄褐色で、頭部にも赤みが見られる
原名亜種 H. g. gladiator
ザイール・ウガンダに生息する
ジョンストンメンガタクワガタ H. g. johnstoni
ザイール・カメルーンに生息する。頭楯が尖る。別種とすることもある